# نبرد سالسو
نبرد سالسو (کره‌ای: 살수 대첩)، یک نبرد فوق‌العاده بود که در سال ۶۱۲ در خلال دومین نبرد از سلسله جنگ‌های گوگوریو–سویی میان امپراتوری گوگوریو و دودمان سویی اتفاق افتاد.

## خلاصه جنگ
گوگوریو یک پیروزی خارق‌العاده را بر نیروهای سویی که از لحاظ عددی برتر بودند به دست آورد. در سال ۶۱۲ امپراتور یانگدی از سویی با بیش از سه میلیون سرباز به گوگوریو حمله کرد. به دلیل ناکامی در غلبه بر مقاومت جسورانهٔ گوگوریو در منطقهٔ لیائویانگ؛ او سیصد هزار سرباز را به پیونگ‌یانگ (پایتخت گوگوریو) فرستاد. ژنرالی از گوگوریو به نام «اولجی موندوک» ماه‌ها در برابر نیروهای سویی مقاومت کرد و با نبردهای چریکی خساراتی به دشمن وارد کرد. در یکی از نبردها او با تظاهر به عقب‌نشینی به داخل قلمرو گوگوریو جایی که یک کمین برای حمله در رودخانهٔ سالسو آماده شده و منتظر نیروهای دشمن بود؛ نیروهای سویی را به داخل قلمرو گوگوریو کشاند. اولجی موندوک جریان آب را با یک سد از قبل بند آورده بود و زمانی که نیروهای سویی به رودخانه رسیدند سطح آب کم عمق بود. زمانی که نیروهای غیر مشکوک سویی در میانهی گذر از رودخانه بودند؛ اولچی موندوک سد را باز کرد و حجم بسیار زیادی از اب باعث غرق شدن هزاران نفر از نیروهای دشمن شد.
سواره نظام گوگوریو سپس نیروهای باقی ماندهی سویی را تعقیب کردند و تلفات شدیدی به آنها وارد کردند. سربازان زنده ماندهٔ سویی با گام‌های لرزان مجبور شدند به شبه جزیرهٔ لیائودونگ عقب‌نشینی کنند تا از اسیر شدن و کشته شدن در امان بمانند. بسیاری از سربازان عقب‌نشینی کرده به دلیل اینکه ارتش آذوقهٔ غذایی آنها را مصرف کرده بود از گرسنگی یا بیماری مردند. در این نبرد با اینکه تعداد سربازان گوگوریو تنها ده هزار نفر بود، فقط ۲٫۷۰۰ نفر از سربازان سویی از مجموع سیصد هزار سرباز آنها زنده به خانه برگشتند.
از نبرد سالسو در میان مرگ بارترین نبردهای کلاسیک در تاریخ جهان نام برده می‌شود. با پیروزی بر سلسلهٔ سویی در رودخانهٔ سالسو؛ گوگوریو سرانجام جنگ گوگوریو- سویی را برد در حالی که سویی به وسیلهٔ از دست دادن نیروی انسانی و منابع در نبرد با گوگوریویی‌ها فلج شد و شروع به خرد شدن از داخل کرد. این سلسله سرانجام توسط منازعات داخلی سقوط کرد و مدتی بعد توسط سلسلهٔ تانگ جایگزین شد.